# ایلوانق
ایلوانق روستایی است که در استان اردبیل، شهرستان خلخال، بخش مرکزی، دهستان خانندبیل شرقی قرار دارد.

## جمعیت
بر اساس سرشماری سال ۹۵ جمعیت این روستا ۱۶۶ نفر با ۶۱ خانوار بوده‌است.